# Редикор
Редикор — село в Чердынском районе Пермского края. Входит в состав Рябининского сельского поселения.

## Географическое положение
Расположено на правом берегу реки Вишера, примерно в 18 км к югу от центра поселения, посёлка Рябинино, и в 28 км к югу от районного центра, города Чердынь. На противоположном берегу Вишеры напротив села находится крупное озеро Теклюевское (Редикорское).

## Население
| 2010 |
| ---- |
| 201  |

## Улицы[2]
- Набережная ул.
- Нагорная ул.
- Полевая ул.

## Топографические карты
- Лист карты P-40-137,138 Курган. Масштаб: 1 : 100 000. Состояние местности на 1982 год. Издание 1988 г.